# Lo-Reninge
Lo-Reninge es un municipio de Bélgica, situada en el Arrondissement de Dixmuda, en la Provincia de Flandes Occidental. A comienzos de 2018 contaba con una población total de 3.289 personas. La extensión del término es de 62,94 km², con una densidad de población de 52,26 habitantes por km².

## Geografía

### Secciones del municipio
El municipio comprende los antiguos municipios, que se fusionaron en 1977:
| - Lo - Noordschote - Pollinkhove - Reninge |

## Historia
Villa perteneciente a los Países Bajos Españoles, en 1579, durante la guerra de los Ochenta Años, se construyó el Fuerte Knokke en sus inmediaciones.En 1668 pasó a manos de Francia, mejorando Vauban las fortificaciones. En 1712 fue ocupado por las Provincias Unidas, que lo cedieron en 1714 a los Países Bajos Austríacos. Tomado de nuevo por los franceses (1744-1748) sería desmantelado en 1781 por orden José II del Sacro Imperio Romano Germánico.

## Demografía

### Evolución
Todos los datos históricos relativos al actual municipio, el siguiente gráfico refleja su evolución demográfica, incluyendo municipios después de efectuada la fusión el 1 de enero de 1977.
| Gráfica de evolución demográfica de Lo-Reninge entre 1846 y 2020 |
|                                                                  |